# Kim Min-chul
Kim Min-chul  (en hangul, 김민철; 7 de septiembre de 2000), es un actor surcoreano. En sus primeros años de carrera, algunos de los papeles por los que es más conocido son los que interpretó en las series Record of Youth, De vuelta en Samdal-ri y Jerarquía, siempre como actor de reparto.

## Vida personal
Nació en Seúl el 7 de septiembre de 2000. Tiene un hermano menor. En la niñez y adolescencia vio mucho cine con sus padres, y de ahí nació su interés por la actuación. Superando la inicial oposición familiar, se preparó en una academia de refuerzo, y entretanto fue elegido para su primer papel, en la película Brothers in Heaven. A continuación se concentró en el examen de ingreso y pudo matricularse en el Instituto de las Artes de Seúl, donde progresó lentamente porque alternaba las clases con el rodaje de algunas series web. En 2021 aún estaba estudiando allí.
En su tiempo libre dedica mucho espacio a la actividad física, sobre todo la natación, que practica desde niño, y el pugilato.

## Carrera
Debutó en 2018 con la película Brothers in Heaven, donde es la versión juvenil del protagonista Tae-ju. La crítica celebró el trabajo de Kim y de sus dos jovencísimos compañeros Ji Min-hyeok y Shin Se-hwi; los tres son las versiones juveniles de los protagonistas de la trama: dos hermanos gemelos separados en la infancia que se reencuentran veinte años después como miembro de una banda criminal y detective de policía, casado con la que era amiga de ambos. A continuación apareció en algunas series web de ambiente universitario, como Dating Class, The Gulity Secret, Single & Ready to Mingle, Not Solo: Melo y Replay: The Moment. Al mismo tiempo comenzaba a obtener pequeñois papeles en series de televisión como Melting Me Softly y Record of Youth. En esta última su personaje es el del actor secundario reconvertido en asistente y conductor del personaje protagonista, interpretado por Park Bo-gum; compañía que atrajo la atención del público sobre Kim.
El 30 de noviembre de 2022 tuvo su primer papel protagonista en televisión, en el drama Prism, de la serie KBS Drama Special. Kim declaró a este propósito que «el atractivo de una obra de un solo acto es que un actor novel puede protagonizar un episodio», aunque estaba preocupado por encarnar con su cuerpo el personaje de un bailarín clásico, pues se consideraba poco idóneo. La historia es el nacimiento del amor entre dos bailarines (su compañera de reparto fue Hong Seo-hee), y Kim practicó ballet y pilates durante un mes para preparar su papel.
A finales de 2023, su primer trabajo con la nueva agencia que lo representaba, Zion Ent., fue un papel de reparto, el del director de un centro de protección de delfines Gong Ji-chan, en la serie De vuelta en Samdal-ri.
En 2024 tuvo un papel no extenso pero sí crucial en la trama de la serie Jerarquía: es un joven estudiante de la escuela secundario donde se desarrolla aquella; es un chico tranquilo, meticuloso y brillante, que muere en un accidente repentino y rodeado de misterio.

## Filmografía

### Cine
| Año  | Título                 | Hangul            | Papel                    | Notas                       | Ref.                |
| ---- | ---------------------- | ----------------- | ------------------------ | --------------------------- | ------------------- |
| 2018 | Brothers in Heaven     | 돌아와요 부산항애 | Tae-ju de adolescente    |                             | [ 3 ] [ 10 ] [ 11 ] |
| 2022 | Project Wolf Hunting   | 늑대사냥          | Choi Seok-jin            |                             | [ 12 ]              |
| 2022 | El amante de nadie     | 만인의 연인       | Kang-woo                 | Filme presentado en el BIFF | [ 4 ] [ 13 ] [ 14 ] |
| 2024 | Invasión, insurrección | 전,란             | Rey Gwanghaegun de joven |                             |                     |

### Series de televisión
| Año     | Título                   | Papel                | Canal     | Notas                     | Ref.          |
| ------- | ------------------------ | -------------------- | --------- | ------------------------- | ------------- |
| 2019    | Dating Class             | Im Ha-jun            | tvN D     | Serie web                 | [ 15 ] [ 16 ] |
| 2019    | The Gulity Secret        | Lee Yoo-jae          | Naver TV  | Serie web                 | [ 15 ] [ 17 ] |
| 2019    | Melting Me Softly        | Profesor asistente   | tvN       |                           |               |
| 2020    | Single & Ready to Mingle | Kang Jun-woo         | Naver TV  | Serie web                 |               |
| 2020    | Record of Youth          | Chi-young            | tvN       |                           | [ 18 ] [ 19 ] |
| 2021    | Replay: The Moment       | Gong Chan-young      | Naver TV  | Serie web                 | [ 4 ] [ 20 ]  |
| 2021    | Not Solo: Melo           |                      |           | Serie web                 | [ 2 ]         |
| 2021-22 | Uncle                    | Jang Do-kyung        | TV Chosun |                           | [ 21 ] [ 22 ] |
| 2022    | Shadow Detective         | Gook Ji-han de joven | Disney+   | Serie web                 |               |
| 2022    | Prism                    | Choi Nak-hyeon       | KBS2      | KBS Drama Special         | [ 5 ] [ 23 ]  |
| 2023    | Curso intensivo de amor  | Chi-yeol de joven    | tvN       |                           | [ 24 ] [ 25 ] |
| 2023    | Romance By Romance       | Chan-yeong           |           | Serie web en 10 episodios |               |
| 2023    | Duty After School        | Do Soo-cheol         | TVING     | Serie web                 | [ 26 ] [ 27 ] |
| 2023-24 | De vuelta en Samdal-ri   | Gong Ji-chan         | JTBC      |                           | [ 28 ] [ 29 ] |
| 2024    | Adiós, Tierra            | Na Hyeon-jae         | Netflix   | Serie web                 | [ 30 ]        |
| 2024    | Jerarquía                | Kang In-han          | Netflix   | Serie web                 | [ 31 ] [ 32 ] |
| 2025    | Crushology 101           | Lee Dong-ha          | MBC       |                           | [ 33 ] [ 34 ] |